# Lichinella robustoides
Lichinella robustoides är en lavart som beskrevs av Henssen, Büdel & T. H. Nash. Lichinella robustoides ingår i släktet Lichinella och familjen Lichinaceae.   Inga underarter finns listade i Catalogue of Life.